# 조아영 (2001년)
조아영(2001년 10월 9일 ~ )은 대한민국의 가수인데, 2016년 싱글 앨범 [Break A Leg]로 데뷔했다.

## 방송
- 프로듀스 48 (2018) - 발표순위 72위
- 캡틴 (2020) - Top7(4위)

## 음반
- Break A Leg (2016)
- 캡틴 (CAP-TEEN) TOP7 (2021)

## 피처링
- B패밀리 <우리는 B패밀리> (2022)